# کارینا بورنازیان
کارینا بورنازیان (ارمنی: Կարինե Բուռնազյան؛ انگلیسی: Karina Burnazyan؛ ۱۴ ژانویهٔ ۱۹۵۹ – ۲۴ مهٔ ۲۰۲۰) بازیگر تئاتر، و بازیگر سینما اهل ارمنستان بود. وی بین سال‌های - تا - میلادی فعالیت می‌کرد.

## زندگی‌نامه
وی در ۱۴ ژانویهٔ ۱۹۵۹ در ایروان به دنیا آمد و از تئاتر کمدی موزیکال پارونیان فارغ‌التحصیل شد.  وی در ۲۴ مهٔ ۲۰۲۰ در سن ۶۱ سالگی در ایروان درگذشت.

## گزیده فیلمشناسی
از فیلم‌ها یا برنامه‌های تلویزیونی که وی در آن نقش داشته است می‌توان به گمشده و پیداشده در ارمنستان (۲۰۱۲) اشاره کرد.